# Иргизский уезд
Ирги́зский уезд — административная единица в составе Тургайской области, Оренбургско-Тургайской губернии и Актюбинской губернии. Центр — город Иргиз.

## История
Иргизский уезд в составе Тургайской области был образован в 1868 году. В 1920 году уезд вошёл в состав Оренбургско-Тургайской губернии, а в 1921 году был упразднён. В 1922 году был восстановлен в составе Актюбинской губернии, в составе которой и оставался до своего окончательного упразднения в 1924 году.

## Население
По данным переписи 1897 года, в уезде проживало 98,7 тыс. чел., в том числе казахи — 98,4 %. В городе Иргизе проживало 1542 чел.
Востров В. В., Муканов М. С. в книге «Родоплеменной состав и расселение казахов (конец XIX — начало XX вв.)» выполнили подсчёт на основе труда «Материалы по киргизскому землепользованию. Иргизский уезд. Поаульные таблицы.»:

В целом в уезде в начале XIX века проживало 105 446 человек казахского населения. Основное население было представлено казахами Младшего жуза родов чомекей, торкара, шекты, каракесек и алтын.

## Административное деление
Иргизский уезд по состоянию на 1917 год делился на 15 волостей, входивших в 3 участка:
- 1-й участок, волости:

- Аманкульская
- Кинджегаринская
- Кызылджарская
- Таупская

- 2-й участок, волости:

- Баксайская
- Белькопинская
- Талдыкская
- Темир-Астаусская
- Тереклинская

- 3-й участок, волости:

- Кабыргинская
- Карасайская
- Куландинская
- Тулагайская
- Урдакунганская
- Чингильская